# Pagaronia elegans
Pagaronia elegans är en insektsart som beskrevs av Huh och Kae Kyoung Kwon 1994. Pagaronia elegans ingår i släktet Pagaronia och familjen dvärgstritar. Inga underarter finns listade i Catalogue of Life.